# Honda VF 750 C
Die Honda VF 750 C (Werkscode RC 43) war bei der Premiere im Jahr 1993 eine deutlich verbesserte Version der ursprünglichen VF 750 C (RC 09). Die Mängel dieser ersten Version aus den Jahren 1982 bis 1984 waren ausgeräumt durch eine optimierte Ölversorgung und ausreichende Wasserkühlung.
Der Zylinderbankwinkel des V-Motors betrug 90°. Je Zylinder gab es zwei obenliegende Nockenwellen. Die Bohrung betrug 70 mm, der Hub 48,6 mm. Die Gemischaufbereitung erfolgte durch 4 Flachschieber-Gleichdruckvergaser mit 34 mm Durchmesser. Die Verdichtung betrug 10,8 :1. Die digitale Transistorzündung kam mit einer elektronischen Frühverstellung.
Die VF 750 C von 1993 hatte ein deutlich stärkeres „Chopper-Aussehen“. Die Zylinder waren trotz Wasserkühlung großzügig mit Kühlrippen ausgestattet. Das Motorgehäuse, die Ventildeckel sowie die Auspuffanlage war großflächig verchromt. Letztere hatte nun vier einzelne Sidepipes mit angeschrägten Rohren. Vorn gab es nur noch eine einzelne, gelochte Bremsscheibe mit einer Doppelkolben-Bremszange und Sintermetallbremsbelägen. Die Sitzbank war deutlich stärker gestuft. Auf den Kardanantrieb des Vorgängermodells wurde nun zugunsten einer Kette verzichtet.
Die Teleskopgabel wurde mit größeren 41-mm-Standrohren ausgestattet. Der Federweg vorn betrug 150 mm, der hintere an einer Schwinge mit zwei konventionellen Federbeinen betrug 100 mm. Die Bodenfreiheit betrug 155 mm.
Die Reifendimensionen waren vorn 120/80-17 sowie hinten 150/80-15 auf 5-Speichen-Felgen.
Das Tankvolumen war für einen Chopper typisch mit 13 Litern recht klein.
Es wurde auch eine Version mit 37 kW / 50 PS sowie eine mit 25 kW / 34 PS angeboten.
Es wurden die Farben Schwarz, Rot und Silber angeboten.